# Abderrahman Ibrir
Abderrahman Ibrir   (Dellys, 10 de novembre de 1919 - Sidi Fredj, 18 de febrer de 1988) fou un futbolista algerià de la dècada de 1950.
Fou 6 cops internacional amb la selecció de futbol de França. També jugà amb la selecció algeriana del FLN.
Pel que fa a clubs, destacà a FC Girondins de Bordeus, Toulouse FC i Olympique de Marsella.
Un cop retirat fou seleccionador d'Algèria i entrenador a MC Alger el 1979.
Va morir ofegat a la costa de Sidi Fredj, el 1988.